# Ilha Coulman

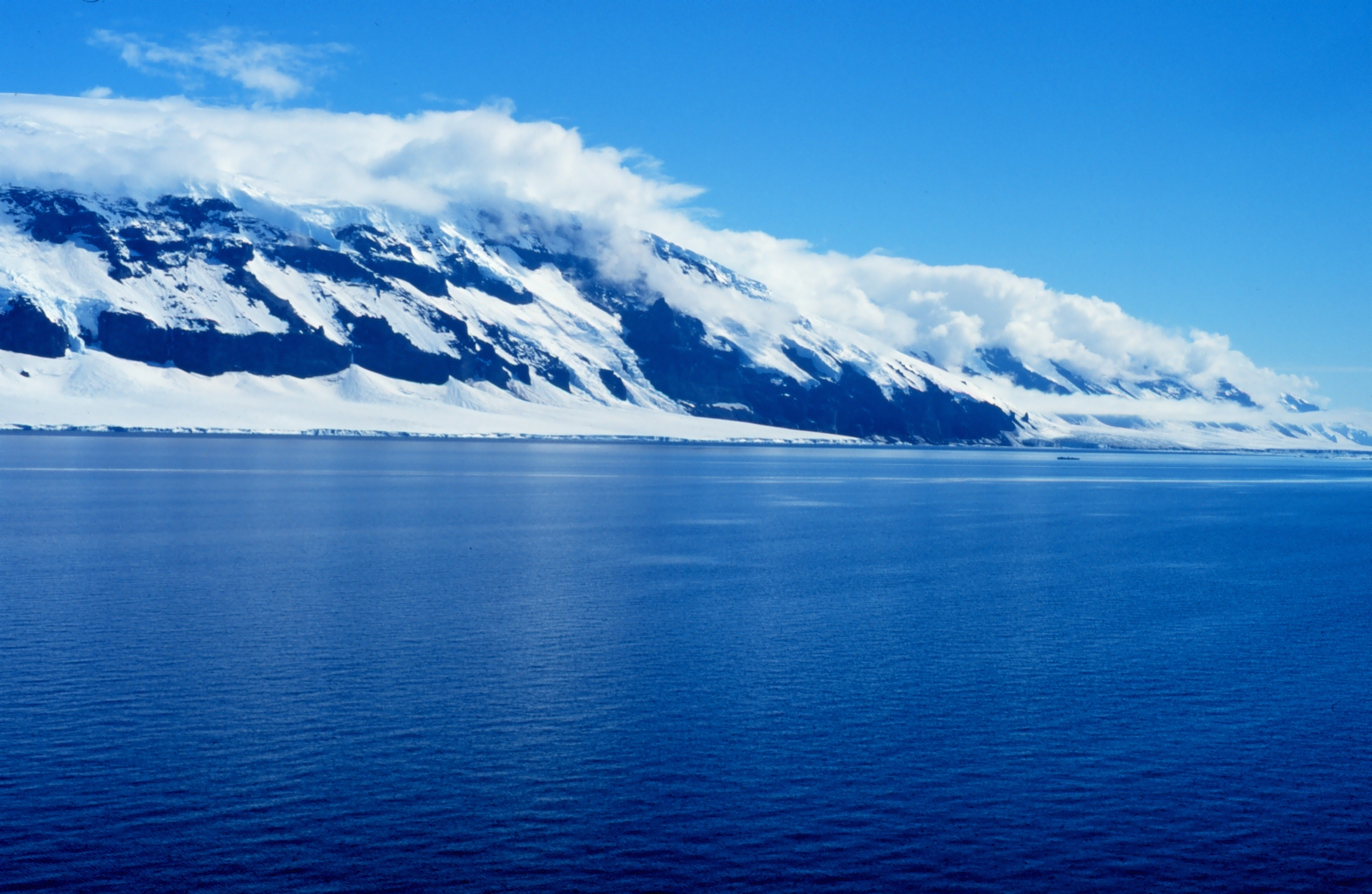
Vista da Ilha Coulman

A Ilha Coulman é uma ilha coberta de gelo, composta por vários vulcões de escudo sobrepostos, localizada no Mar de Ross ao largo da Antártida, cerca de 15 km para sudeste do cabo Jones. A caldeira de Coulman, com 5 km de diâmetro e 700 m de profundidade, situa-se na extremidade sul da ilha. Trata-se de uma ilha habitada pelo pinguim-imperador. 
A ilha Coulman encontra-se dentro das fronteiras da Dependência de Ross, reclamada pela Nova Zelândia, pretensão esta que não é reconhecida pela maior parte dos estados. Foi descoberta em 1841 por Sir James Clark Ross que deu-lhe o nome do seu sogro, Thomas Coulman. A elevação máxima da ilha atinge os 1998 m. 